# Choro
 (avril 2024).
Si vous disposez d'ouvrages ou d'articles de référence ou si vous connaissez des sites web de qualité traitant du thème abordé ici, merci de compléter l'article en donnant les références utiles à sa vérifiabilité et en les liant à la section « Notes et références ».
Le choro  aussi appelé chorinho (petit pleur), est un genre de musique populaire et instrumentale, ayant émergé au XIXe siècle à Rio de Janeiro, au Brésil. Le choro a un rythme rapide et des tonalités plutôt joyeuses, malgré son nom. Il est caractérisé par les variations et l'improvisation autour de la mélodie, les nombreuses syncopes et contrepoints. 
Au Brésil, le choro est souvent pratiqué lors de rodas (cercle en portugais) qui peuvent se tenir chez des particuliers, dans des bars, sur des places publiques. Les musiciens jouent en cercle et le public prend place autour, pour écouter et danser. Le choro est aussi joué dans de nombreux pays du monde. De nombreux Clubs de Choro se sont notamment créés en Europe.

## Histoire
Choro (prononcé [ˈʃoɾu] en portugais) signifie « pleur » ou « lamentation ». Le choro subit l'influence de musiques européennes (musiques de danses très demandées par la cour du royaume de Portugal exilée au Brésil en 1808 à la suite de l'invasion du Portugal par les troupes napoléoniennes) telles que la valse, la scottish (xótis) et surtout la polka, mais également des rythmes de musiques africaines comme le lundu. À ses débuts, il était simplement considéré comme une manière brésilienne qu'avaient les musiciens de jouer les rythmes étrangers. Le choro ayant reçu une forte influence de rythmes divers, il a fallu plusieurs décennies avant qu'il soit reconnu comme un style musical en tant que tel.

## Instruments

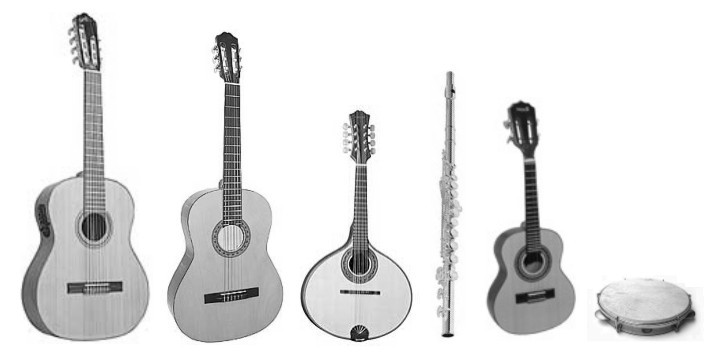
Instruments de musique typiques du choro brésilien : guitare à sept cordes, guitare, mandoline, flûte, cavaquinho et pandeiro.

La formation ou cellule instrumentale de base, le terno, s'articule à l'origine autour de « bois et de cordes » (Pau e Cordas): flûte traversière (alors en ébène), guitare (violão) et cavaquinho. La flûte tient le rôle d'instrument mélodique, rôle souvent dévolu également au bandolim (mandoline brésilienne), à la clarinette, au trombone ou au saxophone.
Le cavaquinho a un rôle harmonique et rythmique très important. Il s'agit d'une petite guitare à 4 cordes d'origine portugaise, également utilisée dans la samba, qui à son arrivée à Hawaï sera copié localement, donnant le ukulélé. Quant à la guitare, elle est chargée de la ligne de basse (baixaria), contrepoint souvent improvisé, et participe également à l'harmonie. La guitare à 7 cordes est fréquemment utilisée pour ses possibilités étendues dans les graves. Il n'est pas rare que les guitaristes jouent sur des cordas de aço (cordes en acier) et avec une dedeira (onglet de pouce).
Le regional (ensemble de choro) compte aussi la présence du pandeiro (tambourin à cymbalettes brésilien) en peau animale, qui accompagne en légèreté et souligne les dynamiques.

## Artistes notables
Le flûtiste Joaquim Callado est considéré comme un des créateurs du Choro, ou au moins un des principaux collaborateurs de la fixation du style dans sa forme définitive. Un autre compositeur important est Pixinguinha. Les Brésiliens commémorent sa naissance le 23 avril par le Dia Nacional do Choro, (journée nationale du choro).
D'autres musiciens ayant fortement influencé ce style musical sont : Chiquinha Gonzaga, Ernesto Nazareth, Anacleto de Medeiros, João Pernambuco, Heitor Villa-Lobos, Yamandu Costa, Luis Americano, Benedito Lacerda, Luperce Miranda, Radamés Gnattali, Garoto, Abel Ferreira, K-Ximbinho, Jacob do Bandolim (Noites Cariocas), Dino 7 Cordas, Orlando Silveira, Waldir Azevedo, Altamiro Carrilho, Nonato Luiz, Paulo Moura, Raphael Rabello, Hamilton de Holanda, Egberto Gismonti, Zequinha de Abreu (auteur de Tico-Tico no Fubá), Celso Machado, Lourival Silvestre, Francesca Perissinotto, Carlos Walter, Fausto Reis, Siqueira, Maria Inês Guimarães, Baden Powell, Ethel Smith et Carlos Almada.